# J-Horror
J-Horror (англ. Japanese horror — японский фильм ужасов) — термин, используемый для обозначения фильмов ужасов, страной производителем которых является Япония. J-Horror известен в первую очередь своим уникальным тематическим содержанием в жанре хоррор в свете западных фильмов. J-Horror стремится сосредоточить внимание на психологическую составляющую ужаса и потенциал напряжённости (ожидание), особенно с участием призраков и полтергейстов. Многие фильмы в этом жанре содержат темы народной религии, такие как: владение, экзорцизм, шаманизм, предвидение, и Ёкай.

## Происхождение
Происхождение J-Horror можно проследить в ужасах и историях о привидениях классиков периода Эдо и периода Мэйдзи, которые были известны как кайдан. Элементы некоторых из этих популярных рассказов были разработаны в современных фильмах, особенно в традиционном характере японского призрака.

## Становление
Прорыв японского стиля на международный рынок случился во второй половине 90-х с появлением так называемой «новой волны» в лице Киёси Куросавы («Исцеление»), Хидэо Накаты («Звонок»), Такаси Симидзу (сериал «Проклятие») и других. Главное отличие J-хоррора заключается в том, что его развитие происходит перпендикулярно остальному, кинофильмы данного направления намеренно избегают внешних эффектов, и относятся больше к неореализму, чем к западным жанровым аналогам.

## J-Horror и массовая культура

### Юрэй
Успех в 1998 году принёс фильм «Звонок». Образ юрэй в западной массовой культуре появился в первый раз, хотя таковой существует в Японии на протяжении веков.
Юрэй — своеобразный вид японских привидений, которые были связаны с физическим миром посредством сильных эмоций, которые не позволяют им пройти дальше. В зависимости от эмоций, что связывает их, они проявляются как определённый вид призраков. Наиболее распространённые в J-Horror онрё, обязанность которых состоит в мести.
Как и многие другие существа народного фольклора, как вампиры или оборотни, юрэй имеют традиционный внешний вид и следуют определённым правилам.
Они, как правило, женщины, хотя мужчины юрэй тоже существуют. Они одеты в белые одежды, белый считается похоронным цветом в Японии. Они довольно часто ходят с растрёпанными чёрными волосами, образ которых исходит от театра кабуки, где каждый персонаж носит определённый тип парика, который идентифицирует его в аудитории.

## J-Horror в фильмах

### Известные японские фильмы ужасов
- «Ад» / Jigoku (1960)
- «Женщина-демон» / Onibaba (1964)
- «Кайдан» / Kaidan (1964)
- «Чёрные кошки в бамбуковых зарослях» / Yabu no naka no kuroneko (1968)
- «Радость пытки» / Tokugawa onna keibatsu-shi (1968)
- «Ад мук» / Tokugawa irezumi-shi: Seme jigoku (1969)
- «Подопытная свинка» (серия фильмов) / Guinea Pig
- «Милый дом» / Sweet Home (1989)
- «Тэцуо, железный человек» / Tetsuo (1989)
- «Пиноккио 964» / 964 Pinocchio (1991)
- «Школьные привидения» (серия фильмов) / Gakkô no kaidan
- «Прах ангела» /  Enjeru dasuto (1994)
- «Сплошная кровь» / Nekeddo burâddo: Megyaku (1996)
- «Исцеление» / Cure (1997)
- «Паразит Ева» / Parasaito Ivu (1997)
- «Звонок», «Спираль», «Звонок 2», «Звонок 0: Рождение»
- «Страна мёртвых» / Shikoku (1999)
- «Кинопроба» / Ôdishon (1999)
- «Адская девушка 1999» /  Shôjo jigoku ichi kyû kyû kyû,  (1999)
- «Томиэ» (серия фильмов) / Tomie
- «Пирокинез» / Kurosufaia (2000)
- «Проклятие» (2000) / Ju-on, «Проклятие 2» / Ju-on 2 (2000)
- «Противостояние» / Versus (2000)
- «Спираль» / Uzumaki (2000)
- «Пугало» / Kakashi (2001)
- «Пульс» / Kairo (2001)
- «Клуб самоубийц» / Jisatsu sâkuru (2002)
- «Тёмные воды» / Honogurai mizu no soko kara (2002)
- «Один пропущенный звонок» (2003), «Второй пропущенный звонок» (2005), «Последний пропущенный звонок» (2006)
- «Адский лифт» / Gusha no bindume (2004)
- «Заражение» / Kansen (2004)
- «Магазин страха» / «Chô» kowai hanashi A: yami no karasu (2004)
- «Марэбито» / Marebito (2004)
- «Предсказание» / Yogen (2004)
- «Таинственные японские истории» / Suiyô puremia: sekai saikyô J horâ SP Nihon no kowai yoru (2004)
- «Волшебница тьмы» (серия фильмов) / Eko eko azaraku
- «Проклятие» / Noroi (2005)
- «Реинкарнация» / Rinne (2005)
- «Грешные женщины» / Kowai onna (2006)
- «Сирена» / Sairen (2006)
- «Женщина с разрезанным ртом» / Kuchisake-onna (2007)
- «Токийская полиция крови» / Tôkyô zankoku keisatsu (2008)
- «Гротеск» / Gurotesuku (2009)
- «Страшная воля богов» / Kamisama no iu tôri (2014)

### Известные японские режиссёры фильмов ужасов
- Хидэо Наката
- Канэто Синдо
- Масаки Кобаяси
- Нобуо Накагава
- Такаси Миикэ
- Такаси Симидзу
- Киёси Куросава
- Сион Соно (Suicide Club and Strange Circus)
- Атару Оикава (Tomie, основанного на манге Ито Дзюндзи с тем же именем)
- Акихиро Хигути (Uzumaki, основанного на манге Ито Дзюндзи с тем же именем)
- Цурута Норио (Premonition, Borei Gakkyu, Звонок 0:Рождение)
- Кодзи Сираиси

## J-Horror в аниме и манге
Некоторые из фильмов в жанре J-Horror созданы на основе манги, в том числе Tomie, Uzumaki, Another, Death Note и Yogen.

## Значение

Хидетоси Имура в роли Сейдзюн из Tales From The Dead.

В последние несколько лет на многие популярные японские фильмы ужасов были отсняты ремейки. Звонок стал первым из них в США, где фильм был переснят под названием The Ring, а затем The Ring Two (хотя этот ремейк не имеет никакого сходства с оригинальным японским сиквелом).
Список фильмов в жанре J-Horror, ремейки которых были сняты в США.
- Звонок — 2002
- Проклятие — 2004
- Тёмная вода — 2005
- Звонок 2 — 2005
- Проклятие 2 — 2006
- Пульс — 2006
- Один пропущенный звонок — 2008
- Проклятие 3 — 2009
- Звонки — 2017
- Проклятие — 2020

Интересно, что многие режиссёры, создатели этих азиатских фильмов ужасов, приняли участие в создании американских ремейков. Например, Хидэо Наката, режиссёр фильма «Звонок», работал над созданием ремейком The Ring Two, а Такаси Симидзу, режиссёр оригинальной Ju-On, работал над фильмами «Проклятие» и «Проклятие 2».
Киноиндустрии некоторых других азиатских стран также взяли за переработку и переосмысление японских фильмов ужасов. Например, Южная Корея создала свою версию фильма «Звонок» под названием «Звонок: Вирус».
Вдохновлённый текущей тенденцией в жанре J-Horror был создан первый Лос-Анджелесский фильм сценариста и режиссёра Джейсона Куадрадо, под названием Tales From The Dead. Данный проект представляет собой фильм в четырёх частях. В съёмках приняли участие японские актёры.